# یواس‌اس (ای‌ام-۱۴۸)
یواس‌اس (ای‌ام-۱۴۸) (به انگلیسی: USS Astute (AM-148)) یک کشتی بود. این کشتی در سال ۱۹۴۳ ساخته شد.